# 藻斑巴里氏喉盤魚
藻斑巴里氏喉盤魚（學名：Barryichthys algicola）為輻鰭魚綱喉盤魚目喉盤魚科的其中一種，2009年，Matthew T. Craig 和 John E. Randall從唯一已知標本中對其進行了描述，分布於東印度洋澳洲海域，深度0至2公尺，本魚體延長且扁平，頭大，體無鱗片，體金黃色至橄欖褐色，沿著背部中線分佈著數量不等的不規則形狀的淺棕色至深棕色斑紋，以及一系列淺棕色至深棕色細長的側斑紋，形成不完整或完整的水平條紋，背鰭軟條4-5枚、臀鰭軟條4-6枚，體長可達2.1公分，屬底棲性魚類，棲息在岩石底質水域，生活習性不明。